# Хлебников, Константин Дмитриевич
Константин Дмитриевич Хлебников (1822—1908) — инженер-генерал, Келецкий губернатор, комендант Новогеоргиевской крепости, член Военного совета Российской империи.

## Биография
Происходил из дворян Витебской губернии, родился 12 (24) сентября 1822 года.
Окончил Тульскую гимназию и 16 января 1838 года был зачислен в Главное инженерное училище, где имя его за отличные успехи в науках было записано на почётную доску. По окончании курса, 8 августа 1842 года произведён в полевые инженер-прапорщики, с оставлением при училище для продолжения наук в офицерских классах. 19 августа 1843 году произведён в подпоручики и 30 августа 1844 года — в поручики с зачислением по Инженерному корпусу.
Первое десятилетие своей службы Хлебников провёл при Санкт-Петербургской, Киевской и Севастопольской инженерных командах и последовательно получил чины штабс-капитана (в 1848 году, со старшинством от 1 июля 1852 года) и капитана (9 июля 1852 года).
Во время Восточной войны состоял в распоряжении сначала командовавшего 4-м и 5-м армейскими корпусами, а потом —начальника инженеров войск этих же корпусов, находившихся в первый период кампании (1853—1854 годы) в Придунайских княжествах; участвовал в рекогносцировке Туртукая и Калафатских укреплений; при осаде Силистрии заведовал исполнением части осадных работ; в конце 1854 года устроил укрепление и переправу через Днестр у Могилева-Подольского и был командирован в Перекоп для устройства укреплений на перешейке Крымского полуострова, с 13 февраля 1855 года состоял при начальнике инженеров Южной армии для особых поручений и участвовал в защите Севастополя. За отличия награждён орденами св. Владимира 4-й степени с бантом, св. Анны 3-й степени с мечами и 2-й степени с императорской короной и мечами.
По окончании Крымской войны, 15 апреля 1856 года произведён в подполковники и переведён в Санкт-Петербургскую инженерную команду, с прикомандированием к штабу генерал-инспектора по инженерной части. В 1859 году назначен командиром Кронштадтской инженерной команды; 23 апреля 1861 года за отличие по службе произведён в полковники, а в 1862 году переведён в распоряжение начальника инженеров Царства Польского, где 11 августа 1864 года получил должность помощника начальника инженеров Варшавского военного округа.
Во время Польского восстания 1863—1864 годов находился в составе войск Варшавского гарнизона. С 25 марта 1866 года по 18 марта 1869 года занимал должность временного Келецкого губернатора, затем состоял по роду оружия без должности, а с 8 августа 1869 года, уже в чине генерал-майора (с 10 июня 1867 года, старшинство установлено с 30 августа 1867 года), назначен был состоять для особых поручений при главнокомандующем войсками Варшавского военного округа. С 26 января 1874 года числился в запасных войсках и 30 августа 1882 года произведён в генерал-лейтенанты.
14 июля 1883 года снова поступил на действительную службу и был назначен комендантом Новогеоргиевской крепости.
Членом военного совета назначен 3 мая 1893 года. В инженер-генералы произведён 14 мая 1896 года. В 1898 году участвовал по Высочайшему повелению в трудах комиссии по пересмотру положения об управлении крепостями и по обсуждению разного рода крепостных вопросов. 23 мая 1904 года избран почётным членом Николаевской инженерной академии. 3 января 1906 года уволен от службы с мундиром и пенсией.
Скончался в 1908 году в Севастополе.

## Награды
Среди прочих наград Хлебников имел ордена:
- Орден Святой Анны 3-й степени (1851 год, мечи к этому ордену пожалованы в 1855 году)
- Орден Святого Владимира 4-й степени с мечами и бантом (1854 год)
- Орден Святой Анны 2-й степени (1855 год, императорская корона и мечи к этому ордену пожалованы в 1856 году)
- Орден Святого Станислава 2-й степени с императорской короной (1859 год)
- Орден Святого Владимира 3-й степени с мечами (1863 год)
- Орден Святого Станислава 1-й степени (1871 год)
- Орден Святой Анны 1-й степени (1873 год)
- Орден Святого Владимира 2-й степени (1881 год)
- Орден Белого орла (1888 год)
- Орден Святого Александра Невского (30 августа 1891 года, алмазные знаки к этому ордену пожалованы 6 декабря 1899 года)
- Орден Святого Владимира 1-й степени (6 декабря 1904 года)
- Бразильский орден Розы (1865 год)
- Австрийский большой крест ордена Франца-Иосифа (1873 год)